# Alboraya
Alboraya (Alboraia in valenciano e anche ufficialmente) è un comune spagnolo di 26 259 abitanti della provincia di Valencia nella comunità autonoma Valenciana.

## Geografia fisica
Confina con i comuni Almàssera, Meliana, Valencia, Tavernes Blanques e con il Mar Mediterraneo.

## Economia
L'attività economica, nel 1994, era distribuita per il 49,30% nei servizi, il 33% nell'industria e il 16,70% nell'agricoltura. Tra i servizi spicca l'edilizia con il 3,60% nel totale delle attività economiche.
Alboraya è nota per la sua horchata, una bevanda tipica valenciana, famosa in tutta la Spagna.

## Società

### Evoluzione demografica
La città ha subito un enorme sviluppo demografico negli ultimi anni, infatti nel 1986 vi erano solamente 11.267 abitanti e nel 2009 la cifra è praticamente raddoppiata, contando 22.405 abitanti.
| 1646 | 1794 | 1922  | 1986   | 2002   | 2004   | 2009   |
| ---- | ---- | ----- | ------ | ------ | ------ | ------ |
| 88   | 560  | 4.265 | 11.267 | 18.656 | 20.001 | 22.405 |

## Amministrazione

### Gemellaggi
- Santa Lucia di Piave, dal 2019[1]